# 多賀線
多賀線（日语：／ Taga sen */?）是近江鐵道擁有的鐵路線之一。路線連接滋賀縣彥根市的高宮站至滋賀縣犬上郡多賀町的多賀大社前站。
路線作為多賀大社的參拜路線，也是前往彥根方向的通勤和上學路線。曾經在路線上設有連接住友水泥多賀工場和麒麟啤酒滋賀工場之引込線。在高宮站設有貨物編組場作為中繼點。
在2013年3月16日起，本線米原站至高宮站之路段加設愛稱彥根、多賀大社線（路線顏色：  紅）。

## 路線資料
- 路線距離（營業距離）：2.5公里
- 軌距：1067毫米
- 車站數目：3個（包括起終點站）
- 雙線區間：沒有（全線單線）
- 電氣化區間：全線電氣化（直流電1500V）
- 閉塞方式：自動閉塞式
- 最高速度：70公里/小時[1]

## 運行形態
所有列車於線內折返運輸，部分班次會直通至本線的彥根站或米原站。使用車輛方面，線內會使用800系和900形電動列車以2輛編成行走，所有班次都是一人控制班次。

## 歷史

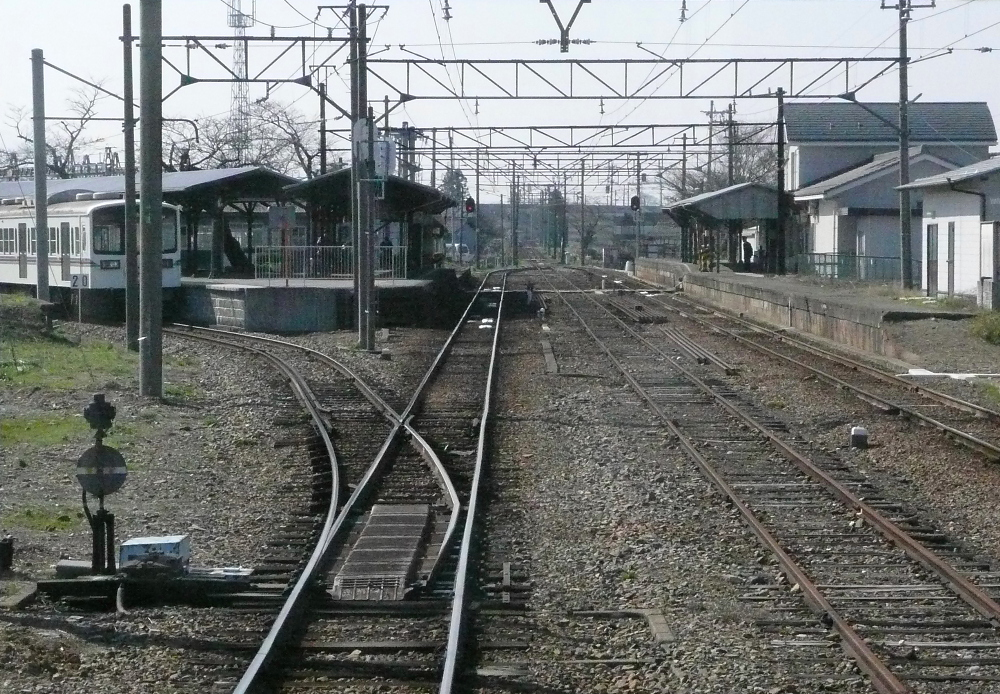
在高宮站內望見本線和分支的多賀線（左邊）（2008年3月22日）

多賀線是由三浦泉等7名發起人成立多賀輕便鐵道，當時該公司得到許可建設犬上郡高宮村至同郡多賀村大字多賀之間的鐵路，後來無償地把獲可轉讓給近江鐵道。隨著近江鐵道開通連接多賀大社的路線，運輸業績也好轉了。
- 1912年（大正元年）9月12日 - 多賀輕便鐵道得到鐵道許可（犬上郡高宮村至同郡多賀村大字多賀 軌距2尺6）[4]。
- 1914年（大正3年）3月8日 - 高宮站至多賀站（現時：多賀大社前站）之間開通[5]。設置高宮站、土田站和多賀站。
- 1925年（大正14年）3月12日 - 全線線電氣化[6]。
- 1943年（昭和18年）10月 - 土田站暫停服務。
- 1953年（昭和28年）10月 - 土田駅廢止。
- 1976年（昭和51年）5月11日 - 開始一人控制班次。
- 1998年（平成10年）4月1日 - 多賀站改名為多賀大社前站。
- 2008年（平成20年）3月15日 - 高宮站至多賀大社前站之間開設螢幕站。
- 2013年（平成25年）
  - 3月16日 - 本線米原站至高宮站之間附上愛稱「彥根、多賀大社線」。
  - 12月 - 車輛界限（日语：車両限界）的擴寬工程完成，900形電動列車開始於線內行走。

## 車站列表
- 所有車站均位於滋賀縣內。

| 車站編號 | 中文站名   | 日文站名   | 英文站名      | 站間距離 | 營業距離 | 接續路線                                           | 所在地       |
| -------- | ---------- | ---------- | ------------- | -------- | -------- | -------------------------------------------------- | ------------ |
| OR07     | 高宮       | 高宮       | Takamiya      | -        | 0.0      | 近江鐵道：本線（■彥根・多賀大社線、■湖東近江路線） | 彥根市       |
| OR08     | 螢幕       | スクリーン | Sukurīn       | 0.8      | 0.8      |                                                    | 彥根市       |
| OR09     | 多賀大社前 | 多賀大社前 | Tagataishamae | 1.7      | 2.5      |                                                    | 犬上郡多賀町 |

### 廢站
- 土田（日语：土田駅）：距離高宮站1.9公里，距離多賀站（現時：多賀大社前站）0.6公里

## 注腳
1. 1 2  寺田裕一《改訂新版 データブック日本の私鉄》 - Neko出版
2. ↑  近江鉄道線4区間の線区愛称の命名について （页面存档备份，存于）（日語） - 近江鐵道，2014年10月27日參閲
3. ↑  白土貞夫「近江鉄道」《私鉄車両めぐり特集》3，鐵道圖書刊行會，1982年，267頁
4. ↑  「軽便鉄道免許状下付」《官報》1912年9月17日（國立國會圖書館數碼化收藏）
5. ↑  「軽便鉄道運輸開始」《官報》1914年3月17日（國立國會圖書館數碼化收藏）
6. ↑  《地方鉄道及軌道一覧 : 附・専用鉄道. 昭和10年4月1日現在》（國立國會圖書館數碼化收藏）